# Denitryfikator

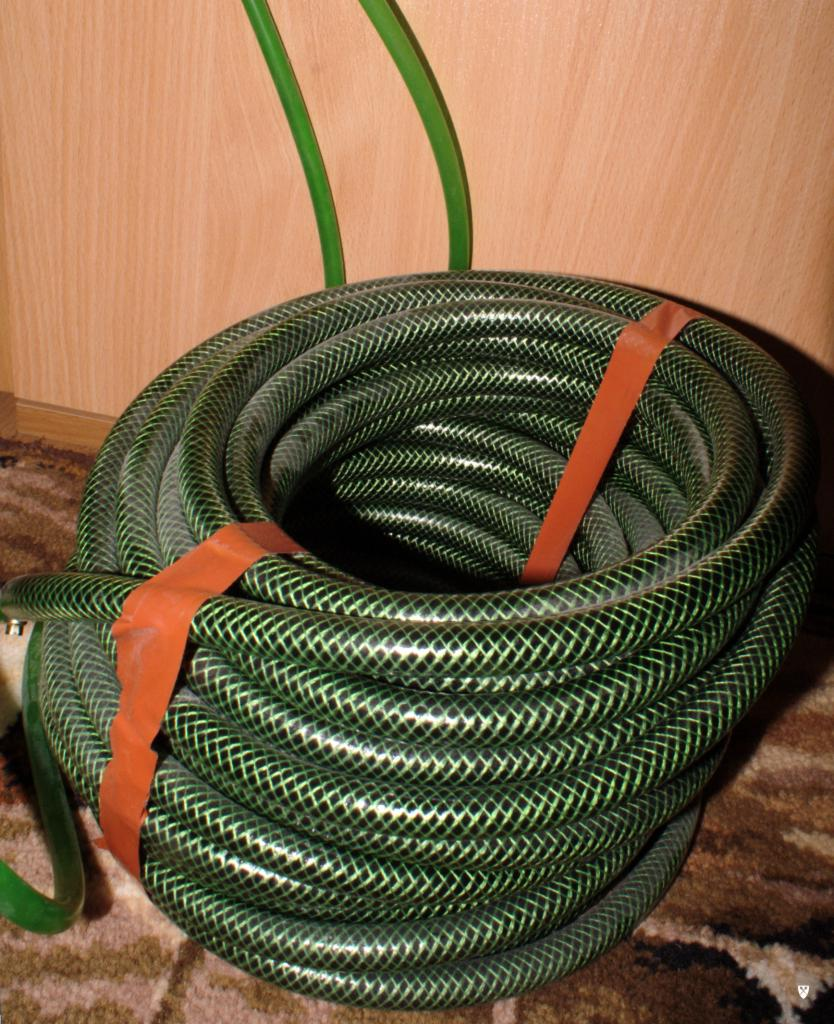
Denitryfikator

Denitryfikator, źródełko – filtr akwarystyczny ostatniego etapu oczyszczania wody. Pozwala na rzadszą wymianę wody oraz ogranicza wzrost glonów.
Usuwa azotany będące końcowym produktem oczyszczania wody przez bakterie tlenowe w filtrze biologicznym. Dodatkowo usuwa część fosforanów.
Filtr jest prosty w wykonaniu i bardzo skuteczny, ale trudny do uruchomienia, a przy nadmiernej wydajności szkodliwy dla akwarium. W czasie dojrzewania wymaga systematyczności i cierpliwości.
Trzeba się liczyć z nieudaną instalacją także filtrów fabrycznych.
Podobne efekty można uzyskać w odpowiednim filtrze podżwirowym, bardziej kłopotliwym w instalacji, ale samodzielnie dojrzewającym.

## Zasada działania
W filtrze stwarzamy warunki przepływu podobne jak wodzie źródlanej i studziennej w warstwie wodonośnej – bardzo wolny przepływ i brak tlenu.
W filtrze tym w warunkach beztlenowych bakterie rozkładają azotany (NO
3−
), uwalniając wolny azot według uproszczonej reakcji:
5 H
2 + 2 NO
3−
  →  N
2 + 4 H
2O + 2 OH−

## Budowa
Przeważnie jest to nieprzezroczysty albo zielony wąż o długości kilkunastu metrów i średnicy co najmniej 9 mm (dobrze się sprawdza wąż ogrodniczy o średnicy 1/2 cala). Doprowadza się wodę przefiltrowaną w takiej ilości, aby z wyjścia kapała z szybkością kilkunastu kropel na minutę.
Cienki i długi wąż zapewnia stopniowy spadek zawartości tlenu w wodzie i dużą powierzchnię dla bakterii.
W początkowym odcinku węża bakterie tlenowe usuwają z wody tlen. W pozostałej części bakterie beztlenowe usuwają azotany.
Rzadziej jest to zbiornik wypełniony porowatymi rurkami ceramicznymi (w tym keramzytowymi) lub plastikowymi (biobale), o bardzo wolnym przepływie wody.
Strefy denitryfikacyjne tworzą się samorzutnie w filtrze podżwirowym, czasem o wystarczającej wydajności.

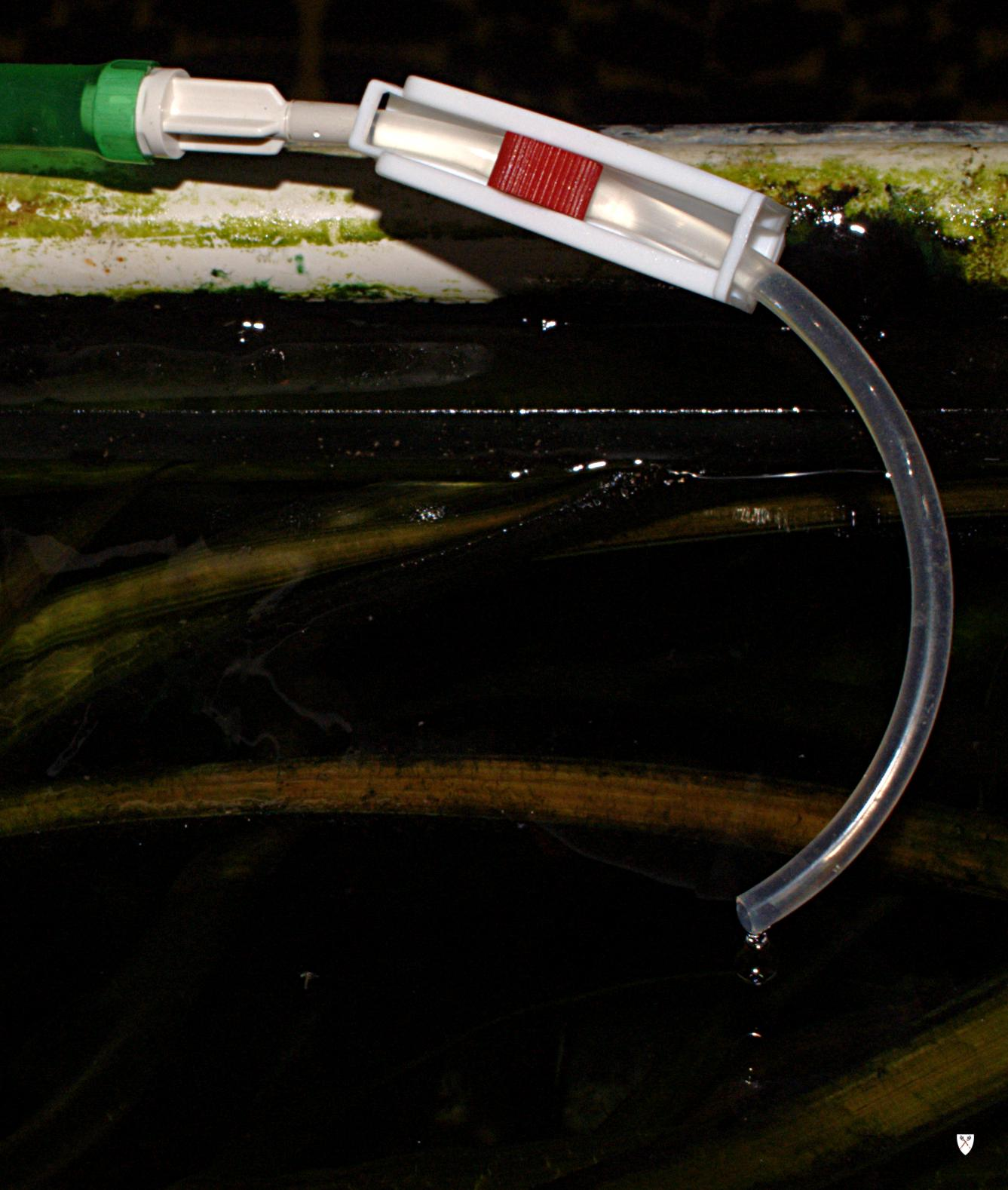
Zawór i wylot wody do akwarium.

## Wykonanie

### Filtr rurowy

#### Materiały na filtr rurowy
- gumowo-plastikowy wąż ogrodniczy o średnicy 1/2 cala – ok. 15 m (długość zależna od wydajności)
- igelitowy, zielony wężyk akwariowy średnicy 8 mm na doprowadzenie i odprowadzenie wody – 2,5 m
- jednorazowy przyrząd do przetaczania krwi (najlepszy z dostępnych zaworków regulujących przepływ)
- plastikowe rurki o średnicy 8 albo 10 mm do łączenia rurek igelitowych – 2 szt.
- opaski zaciskowe – 2 szt.
- plastikowa, elastyczna taśma izolacyjna
- kropelkowy zestaw do oznaczania zawartości azotanów o gęstej początkowej skali, np. Aquatest firmy Zoolek (nie nadają się testy paskowe)
- koszt ok. 80 zł

#### Średnica i materiał węża
Wąż w czasie eksploatacji zarasta i przy małej średnicy zatyka (na wewnętrznej powierzchni osiedlają się bakterie). Powinien mieć średnicę wewnętrzną nie mniejszą od 5 mm. Przy średnicy ½ cala wąż nie zatyka się, cieńsze wymagają okresowego przepychania. Jeżeli tylko miejsce pozwala, dobrze jest użyć wąż ogrodniczy ½ cala. Wąż przepychamy zatykając palcem główny wylot wody do akwarium, albo dużą strzykawką (minimum 50 cm³) kilkakrotnie, gwałtownie podając wodę do wlotu węża przy otwartym zaworze.
Jeżeli do wnętrza węża dochodzi światło to szybko zarośnie glonami, dlatego stosuje się nieprzezroczysty albo zielony. Można zastosować wąż przezroczysty, ale należy owinąć go kilkakrotnie czarną folią, na przykład z worków na śmieci.

#### Długość węża
Filtr z 15 m węża ogrodniczego, o średnicy 1/2 cala, pozwala łatwo uzyskać przepływ 10 cm³/min (100 l/tydzień) przy zawartości 30 mg/l azotanów w akwarium (typowej dla akwarium bez denitryfikatora), czyli usuwa azotany tak jak cotygodniowa podmiana stu litrów wody. Dla ułatwienia uruchomienia, wydajność należy przyjąć 2-3 razy większą od tygodniowej wymiany wody.
Wydajność jest proporcjonalna do długości węża ogrodniczego 1/2 cala:
Długość węża w metrach = 0,15 × tygodniowa wydajność wody w litrach
albo:
Długość węża w metrach = 0,15 × 2,5 × tygodniowa podmiana wody w litrach
Jest to przybliżona metoda wyznaczania długości dająca zapas ułatwiający uruchomienie.
Można także wyznaczyć wymaganą długość doświadczalnie wyznaczając wydajność na próbce wody akwariowej z cukrem w probówce.
W praktyce kilkakrotne przekroczenie długości węża nie pogarsza pracy. Lepiej zastosować za długi niż za krótki wąż, a końcową zawartość azotanów ustalić na 5 mg/l szybkością przepływu po całkowitym uruchomieniu.

### Filtr kubełkowy
Jest dowolnym zbiornikiem ze złożem dla bakterii o wolnym i równomiernym przepływie. Wylot wody zawsze umieszczamy w najwyższym miejscu dla ułatwienia odpowietrzenia, a wlot po przeciwnej stronie.
Najłatwiej wykonać go z kanistra do wody pitnej, wypełnionego keramzytem, z kranikiem na dole. Wodę wychodzącą z poprzedzającego filtru doprowadzamy przez trójnik wężem średnicy 12 mm przez zawór u dołu kanistra. W zakrętkę wklejamy rurkę plastikową średnicy 8 mm do węża odprowadzającego wodę. Pozostałe elementy stosujemy identyczne jak w filtrze rurowym. Przepływ wody regulujemy zaciskiem przy wylocie wody do akwarium pozostawiając zawór kanistra otwarty.
Filtr do umieszczenia pod pokrywą wykonujemy z 50 mm, zamkniętej na końcach rury kanalizacyjnej wypełnionej keramzytem. Mocujemy ją wzdłuż tylnej ścianki pokrywy. Króćce doprowadzające i odprowadzające wodę wklejamy na górze zaślepek w postaci 8 mm plastikowych rurek.

#### Wydajność filtra kubełkowego
Filtr z kanistra 10-litrowego posiada wydajność wystarczającą dla akwarium o pojemności 240 l.

### Zawór regulacyjny
Zawór umieszczamy pod pokrywą, przy wylocie wody, aby regulując obserwować wylot wody.
Najwygodniejsze są zaciski na wąż. Tanie i skuteczne, a ze względu na mały ciężar wystarcza nałożenie na końcówkę węża przywiązanego np. do deszczowni. Wadą jest konieczność zmniejszenia przed nimi średnicy węża do 5-6 milimetrów.
Najpraktyczniejszy przy uruchamianiu jest zaworek od jednorazowego przyrządu do przetaczania krwi z przezroczystym wężykiem umożliwiającym wzrokową kontrolę drożności i precyzyjną regulacje. Zestaw dodatkowo zawiera redukcję do węża średnicy 8 mm. Wadą jego jest szybkie zapychanie, ale można po uruchomieniu wymienić na miniaturowy kurek ogrodniczy do podlewania lub użyć niklowanego zaworu grzybkowego.
Zaciski ze śrubą regulacyjną są mniej praktyczne: całkowicie plastikowym zaciskiem nie sposób uzyskać najmniejszych przepływów, a metalowy rdzewieje i do regulacji wymaga kleszczy.

### Instalacja
Filtr jest bardzo skuteczny, pozwala rzadziej wymieniać wodę, ale wymaga starannego uruchomienia. Bezwzględnie należy go instalować po ustabilizowaniu cyklu azotowego w akwarium, praktycznie kilka miesięcy po zarybieniu. Powinno nie być w wodzie amoniaku i azotynów, a niewielkie ich ilości wytwarzane przez źródełko powinien usunąć wcześniej zainstalowany inny filtr biologiczny.
Nie jest to warunek konieczny, ale ułatwia uruchomienie ponieważ:
- Wydajność musi być dostosowana do warunków panujących w akwarium.
- Zwiększona zawartość azotanów ułatwia rozruch denitryfikatora, a prawidłowo działający cykl azotowy złagodzi błędy zbyt dużego lub małego przepływu.

### Uruchomienie
Etapy:
1. Po zalaniu wodą z akwarium i dodaniu kilku kryształków cukru zamykamy na 2–3 dni przepływ wody.
2. Otwieramy możliwie mały przepływ wody (kilka kropel na minutę, czyli około 5 ml/h) i co 2–3 dni mierzymy zawartość azotanów w kapiącej wodzie.
3. Gdy zawartość spadnie do zera, zwiększamy przepływ (maksymalnie dwukrotnie).
4. Przy następnych pomiarach azotanów nie powinno być. Po każdym stopniowo zwiększamy przepływ
5. Jeżeli po zwiększeniu przepływu w kapiącej wodzie pojawią się azotany, wracamy do poprzedniego przepływu (dla przedstawionego filtra rurowego było to zmniejszenie z 20 do 10 ml/min). Oznacza to osiągnięcie wydajności filtra.
6. Kontrolujemy co kilka dni spadającą zawartość azotanów w akwarium.
7. Ustalamy ją na wymaganym poziomie (5–10 mg/l), zmniejszając przepływ.
8. Jeżeli utrzymuje się zapach zgniłych jajek w kapiącej wodzie, skracamy wąż, zmniejszamy złoże lub zwiększamy obsadę ryb.

Uwagi:
- Zwiększanie przepływu następowało około 1,5 razy wolniej niż pozwalało dojrzewanie filtra, dzięki temu wymagało tylko jednorazowego zmniejszenia przepływu po osiągnięciu wydajności filtra (z 20 do 10 ml/min).
- W akwarium znajduje się filtr podżwirowy na 80% powierzchni dna. Przy małych rybach utrzymywał niewykrywalny testami akwarystycznymi poziom azotanów. Gdy ryby podrosły i dochowały się potomstwa, przestał wystarczać.

## Najczęstsze przyczyny niepowodzeń
1. Niedojrzałe filtry w akwarium – instalować kilka miesięcy po zarybieniu przy zerowym poziomi azotynów.
2. Za duży przepływ – zawsze zaczynać od możliwie małego i powoli zwiększać.
3. Za szybkie zwiększanie przepływu – po zwiększeniu przepływu woda musi mieć czas na przepłynięcie, przy pierwszych zmianach kilka dni.
4. Zapowietrzenie filtra – bakterie przestają pracować jeżeli do filtra dostaje się tlen np. wlot jest za napowietrzaczem.
5. Niestabilność przepływu szczególnie przekraczanie wydajności (filtr dobrze znosi kilkudniowy brak przepływu o ile pozostaje w nim woda) – kontrolować przepływ dodatkowo godzinę po regulacji.
6. Zapychanie filtra – stosować wąż o wewnętrznej średnicy co najmniej 5 mm, a lepiej 1/2 cala.
7. Zanieczyszczenia stałe w wodzie zasilającej.
8. Zmniejszenie poziomu azotanów w akwarium poniżej 5 mg/l.
9. PH wody poniżej 6,5.
10. Stosowanie lekarstw i chemii – na czas leczenia zamknąć przepływ wody przez wąż.

## Kontrola kapiącej wody
| Azotany                             | Potencjał redoks  | Przyczyna                                                          |
| ----------------------------------- | ----------------- | ------------------------------------------------------------------ |
| Brak                                | Od −50 do −250 mV | Prawidłowa praca                                                   |
| Występuje, ale mniej niż w akwarium | Powyżej −50 mV    | Za duży przepływ                                                   |
| Taki sam poziom jak w akwarium      |                   | Filtr wymaga ponownego rozruchu albo wielokrotnie za duży przepływ |

### Siarkowodór
Siarkowodór (zapach zgniłych jaj) w kapiącej wodzie może wystąpić w początkowym okresie uruchamiania filtru. Po wzroście przepływu powinien zaniknąć.
Przyczyną długotrwałego występowania mogą być:
1. dostanie się do filtru stałych zanieczyszczeń organicznych
2. zbyt wolny przepływ
3. zbyt obfite dokarmianie filtra.

Przeważnie siarkowodorowi towarzyszy potencjał redoks poniżej -300 mV
Ilość siarkowodoru jest niewielka i nie zaszkodzi dojrzałemu akwarium, ale po dojrzeniu filtru nie powinien występować.

### Sinice
Denitryfikator jeżeli obniży w akwarium zawartość azotanów poniżej 5 mg/l, zaburzy równowagę między fosforanami i azotanami, co sprzyja rozwojowi sinic.

## Źródełko a filtr podżwirowy
|                               | Źródełko                           | Filtr podżwirowy            |
| ----------------------------- | ---------------------------------- | --------------------------- |
| Montaż                        | bez ingerencji w wystrój akwarium  | urządzenie akwarium od nowa |
| Uruchomienie                  | wymaga starannego uruchomienia     | rusza sam                   |
| Regulacja zawartości azotanów | przepływem                         | brak                        |
| Leczenie                      | zamykamy na czas leczenia przepływ | lekarstwa zabijają bakterie |
| Obsługa                       | kontrola przepływu i przetykanie   | nie wymaga                  |

Uwaga:
Dla ułatwienia tworzenia stref denitryfikacyjnych filtr podżwirowy montujemy jedynie na części dna.

## Inne metody usuwania azotanów
- filtr glonowy (usuwanie azotanów przez glony)
- filtr hydroponiczny (usuwanie azotanów przez rośliny doniczkowe)
- wymieniacz jonowy (metoda doraźna powodująca wzrost zasolenia i skoki składu wody)
- podmiana wody

## Filtry fabryczne
- Sera Bio-Denitrator – rurowy (produkcja zakończona)
- AquaMedic Nitratereduktor – kubełkowy (wymaga regularnej wymiany wkładu)